# Lawrence (Massachusetts)
Lawrence è una città degli Stati Uniti d'America, capoluogo assieme a Salem della contea di Essex nello stato del Massachusetts.
La città sorge sulle rive del fiume Merrimack.